# Eiron

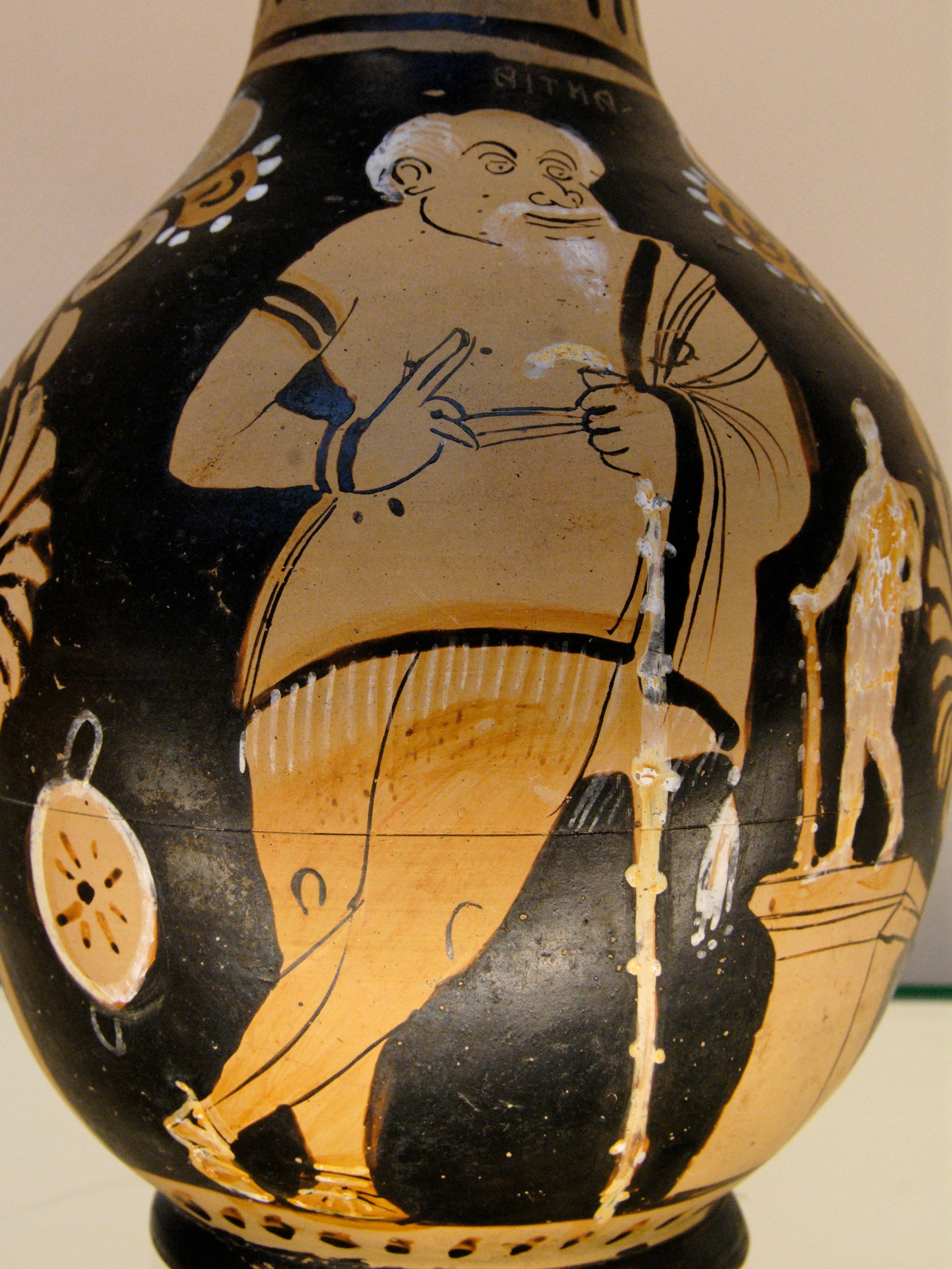
Un acteur déguisé en eirôn : Xanthias dans Les grenouilles d'Aristophane

Dans le théâtre de la Grèce antique, le eirôn (grec ancien : εἴρων) était l'un des trois personnages courants de la comédie. L'eirôn réussissait généralement à faire tomber son adversaire fanfaron (l'alazôn) en sous-estimant ses propres capacités.
Le terme «ironie» et l'ironie socratique trouveraient leur origine dans ce personnage de comédie.

## L'histoire
L'eirôn s'est développé dans la comédie en Grèce Antique et peut être trouvé dans de nombreuses pièces d'Aristophane. Par exemple, dans Les grenouilles, après que le dieu Dionysos prétend avoir coulé 12 ou 13 navires ennemis avec Clisthène (fils de Sibyrtius), son esclave Xanthias dit «Alors je me suis réveillé».
Le philosophe Aristote nomme l'eirôn dans son Éthique à Nicomaque (livre IV, chap. 7: Les différentes vertus), où il dit: «sous la forme de l'euphémisme, de l'autodérision, et de son possesseur l'auto-dépréciation» (1108a12). Dans ce passage, Aristote établit le eirôn comme l'un des personnages principaux de la comédie, avec l'alazôn .
Le terme d'ironie moderne est dérivé du eirôn du théâtre grec classique. L'ironie implique une opposition (et non une simple différence) entre le sens réel et le sens apparent de quelque chose.

## Voir également
- Alazôn
- Bômolochus
- Maïeutique